# Jingle Bell Ball
O Jingle Bell Ball é um festival musical britânico anual realizado pela rádio Capital FM. Os concertos ocorrem na Arena O2, da capital de Londres, em véspera de final de ano. Os fundos arrecadados pelas apresentações são dados à caridade Help a London Child.